# Replace

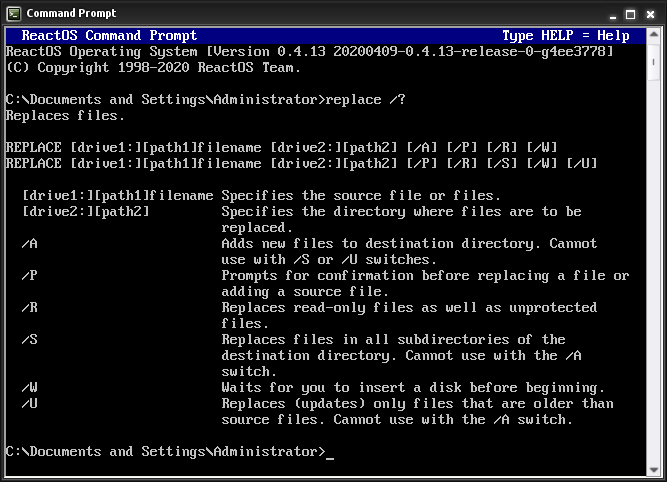
Commande replace sur ReactOS

replace est une commande MS-DOS permettant de remplacer des fichiers.

## Paramètres de la commande
| Paramètre | Description                   |
| --------- | ----------------------------- |
| -?        | Affiche l'aide de la commande |

Aperçu de l'aide de la commande:
```
Remplace des fichiers.

REPLACE [lect1:][chemin1]fichier [lect2:][chemin2] [/A] [/P] [/R] [/W]
REPLACE [lect1:][chemin1]fichier [lect2:][chemin2] [/P] [/R] [/S] [/W] [/U]

  [lect1:][chemin1]fichier Spécifie le ou les fichiers source.
  [lect2:][chemin2]        Spécifie le répertoire dont les fichiers
                           sont à remplacer.
  /A                       Ajoute nouveaux fichiers au répertoire destination.
                           Inutilisable avec les commutateurs /S ou /U.
  /P                       Demande confirmation avant de remplacer un fichier
                           ou d'ajouter un fichier source.
  /R                       Remplace les fichiers en lecture seule ainsi que
                           les fichiers non protégés.
  /S                       Remplace les fichiers dans tous les sous-répertoires
                           du répertoire destination. Ne peut pas être utilisé
                           avec le commutateur /A.
  /W                       Attend insertion d'une disquette avant de commencer.
  /U                       Remplace (met à jour) les fichiers plus anciens
                           que les fichiers source. Inutilisable avec /A.

```

## Sources & Références
1. ↑  Testé directement depuis une console Windows 7